# Comuna Apateu, Arad
Apateu este o comună în județul Arad, Crișana, România, formată din satele Apateu (reședința), Berechiu și Moțiori. Apateu este o comună din județul Arad, situată în Câmpia Crișurilor. Se află la 71 km de municipiul Arad), Berechiu și Moțiori. Comuna Apateu are o suprafață de 7610 ha.

## Geografie
Apateu este situat în Câmpia Crișurilor, la o distanță de 71 km față de municipiul Arad.

## Demografie
Componența etnică a comunei Apateu
     Români (87,28%)
     Romi (5,78%)
     Alte etnii (0,06%)
     Necunoscută (6,87%)
Componența confesională a comunei Apateu
     Ortodocși (80,76%)
     Adventiști (5,47%)
     Penticostali (4,41%)
     Baptiști (2,01%)
     Alte religii (0,29%)
     Necunoscută (7,06%)
Conform recensământului efectuat în 2021, populația comunei Apateu se ridică la 3.129 de locuitori, în scădere față de recensământul anterior din 2011, când fuseseră înregistrați 3.176 de locuitori. Majoritatea locuitorilor sunt români (87,28%), cu o minoritate de romi (5,78%), iar pentru 6,87% nu se cunoaște apartenența etnică. Din punct de vedere confesional, majoritatea locuitorilor sunt ortodocși (80,76%), cu minorități de adventiști (5,47%), penticostali (4,41%) și baptiști (2,01%), iar pentru 7,06% nu se cunoaște apartenența confesională.

## Politică și administrație
Comuna Apateu este administrată de un primar și un consiliu local compus din 13 consilieri. Primarul, Sorin-Ioan Dănila[*], de la Partidul Social Democrat, este în funcție din octombrie 2020. Începând cu alegerile locale din 2024, consiliul local are următoarea componență pe partide politice:
|  | Partid                          | Consilieri | Componența Consiliului | Componența Consiliului | Componența Consiliului | Componența Consiliului | Componența Consiliului | Componența Consiliului | Componența Consiliului |
|  | ------------------------------- | ---------- | ---------------------- | ---------------------- | ---------------------- | ---------------------- | ---------------------- | ---------------------- | ---------------------- |
|  | Partidul Social Democrat        | 7          |                        |                        |                        |                        |                        |                        |                        |
|  | Partidul Național Liberal       | 4          |                        |                        |                        |                        |                        |                        |                        |
|  | Alianța pentru Unirea Românilor | 1          |                        |                        |                        |                        |                        |                        |                        |
|  | Uniunea Salvați România         | 1          |                        |                        |                        |                        |                        |                        |                        |

## Istoric
Prima atestare documentară a localității Apateu datează din anul 1219. Satul Berechiu este atestat documentar în anul 1332, și Moțiori în anul 1928.

## Economia
Deși economia comunei este una predominant agrară, în ultima perioadă sectorul economic secundar și terțiar au avut evoluții ascendente.